# Genetta bourloni
La jineta de Bourlon (Genetta bourloni) es una especie de mamífero carnívoro de la familia Viverridae. Habita la selva tropical de Guinea, Costa de Marfil, Liberia y Sierra Leona.